# Crabroninae
Sous-famille
Les Crabroninae sont la sous-famille la plus importante de la famille des Crabronidae. D'une taille petite à moyenne, ces hyménoptères se distinguent par une cellule submarginale simple sur leur aile.

## Liste des tribus, sous-tribus et genres
- Tribu Bothynostethini
  - Bothynostethina
    - Bothynostethus
    - Sanaviron
    - Willinkiella

  - Scapheutina
    - Bohartella
    - Scapheutes
- Tribu Crabronini
  - Anacrabronina (synonyme : Karossiina)
    - Anacrabro
    - Encopognathus
    - Entomocrabro
    - Entomognathus

  - Crabronina (synonymes : Lindeniina, Thyreopodina, Rhopalina, Soleniina, Pemphilidina)
    - Alinia
    - Arnoldita
    - Chimila
    - Chimiloides
    - Crabro
    - Crorhopalum
    - Crossocerus (synonyme : Towada)
    - Dasyproctus
    - Echucoides
    - Ectemnius (synonyme : Spadicocrabro)
    - Enoplolindenius
    - Eupliloides
    - Foxita (synonyme : Taruma)
    - Hingstoniola
    - Holcorhopalum
    - Huacrabro
    - Huaeva
    - Isorhopalum
    - Krombeinictus
    - Leclercqia
    - Lecrenierus
    - Lestica
    - Lindenius
    - Minicrabro
    - Moniaecera
    - Neodasyproctus
    - Notocrabro
    - Odontocrabro
    - Pae (synonyme : Lamocrabro)
    - Papurus
    - Parataruma
    - Pericrabro
    - Piyum
    - Piyumoides
    - Podagritoides
    - Podagritus
    - Pseudoturneria
    - Quexua
    - Rhopalum
    - Tracheliodes
    - Tsunekiola
    - Vechtia
    - Williamsita
    - Zutrhopalum
- Tribu Larrini (synonyme : Larradini)
  - Gastrosericina (synonyme : Tachytina)
    - Ancistromma
    - Gastrosericus
    - Holotachysphex
    - Kohliella
    - Larropsis
    - Parapiagetia
    - Prosopigastra
    - Tachysphex
    - Tachytella
    - Tachytes

  - Larrina
    - Dalara
    - Dicranorhina
    - Larra
    - Liris
    - Fabricius
    - Paraliris
- Tribu Miscophini (synonymes : Lyrodini, Sericophorini, Nitelini, Paranyssontini)
  - Aha
  - Auchenophorus
  - Larrisson
  - Lyroda
  - Miscophoidellus
  - Miscophoides
  - Miscophus
  - Namiscophus
  - Nitela
  - Paranysson
  - Plenoculus
  - Saliostethoides
  - Saliostethus
  - Sericophorus
  - Solierella
  - Sphodrotes
- Tribu Oxybelini
  - Belarnoldus
  - Belokohlus
  - Belomicrinus
  - Belomicroides
  - Belomicrus
  - Brimocelus
  - Enchemicrum
  - Gessus
  - Guichardus
  - Minimicroides
  - Nototis
  - Oxybelomorpha
  - Oxybelus
  - Pseudomicroides
  - Wojus
- Tribu Palarini (synonyme : Mesopalarini)
  - Mesopalarus
  - Palarus
- Tribu Trypoxylini (synonyme : Pisini)
  - Aulacophilinus
  - Aulacophilus
  - †Eopison
  - †Megapison
  - Pison
  - Pisonopsis
  - Pisoxylon
  - Trypoxylon

## Référence
- Ressources relatives au vivant :   - Australian Faunal Directory
  - BugGuide
  - Dyntaxa
  - EU-nomen
  - Fauna Europaea
  - Paleobiology Database
  - iNaturalist
  - NBN Atlas
  - Système d'information taxonomique intégré
- FAMILY GROUP NAMES AND CLASSIFICATION Wojciech J. Pulawski